# Гизикова, Зарина Майрамовна
Зарина Майрамовна Гизикова (20 июня 1985, Владикавказ, РСФСР, СССР) — российская спортсменка, представляла художественную гимнастику в индивидуальных упражнениях. Чемпионка Европы. Заслуженный мастер спорта России.

## Биография
Первоначально Зарина тренировалась в Киеве в Школе художественной гимнастики Дерюгиных. Потом переехала в Москву, чтобы продолжить подготовку в Олимпийском Центре Художественной гимнастики у И. А. Винер. Персональный тренер Зарины — Вера Штельбаумс, которая привела к международному успеху и признанию Ирину Чащину. Гизикова очень динамичная гимнастка, обладающая отличной техникой работы с предметом.
В сборной команде России с 1997 года. Чемпионка Европы 2002 года в командном зачете и 2003 года в упражнении с мячом. Абсолютная чемпионка России 2002 года. Завершила спортивную карьеру в 2005 году.
В 2007 году сёстры Гизиковы Зарина и Аца открыли во Дворце спорта в «Сторогино» свой клуб художественной гимнастики.

## Спортивные результаты
- 2002 — Чемпионат Европы, Гранада — 1-е место — командное многоборье; 5-е место — индивидуальное многоборье.
- 2002 — Финал Кубка мира, Штутгарт — 2-е место — обруч; 5-е место — мяч, булавы; 8-е место — скакалка.
- 2003 — Чемпионат Европы, Риза — 1-е место — мяч; 2-е место — обруч; 4-е место — булавы, лента.